# نادي الأنبار
نادي الانبار الرياضي هو أحد أندية الدوري العراقي
تأسس عام 1987
. يقع ضمن محافظة الانبار.